# Хедаја Малак
Хедаја Малак (рођена 21. априла 1993. године у Каиру) је египатска репрезентативка у теквонду. На Олимпијским играма у Рио де Жанеиру освојила је бронзану медаљу у категорији до 57кг. Такмичила се и на Олимпијским играма у Лондону. Шампионка Афричких игара постала је 2011, а са Медитеранских игара 2013. има бронзану медаљу. 